# Westwood One
Pour les articles homonymes, voir Westwood.

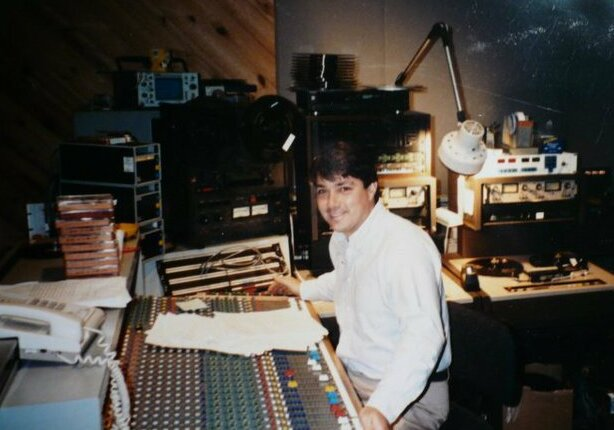
Robert Young, travaillant dans le "Studio A" à Westwood One, Culver City, Californie.

Westwood One est un groupe audiovisuel américain.
Westwood One possède les principaux réseaux de radio américains :
- CNN MAX, 2150 stations affiliées
- SOURCE MAX, 500 stations affiliées
- CBS, 1530 stations affiliées
- NBC, 495 stations affiliées
- NeXt, 350 stations affiliées
- WONE, 600 stations affiliées